# 飛安里
飛安里（琉球語：／  ?）是傳說中琉球國第二尚氏王朝的一位煙火師，相傳活躍於18世紀，曾經製造了一架撲翼機並成功飛行。因他出生於項氏安里家，故被稱為「飛安里」。
項氏安里家曾出現兩位對撲翼機發明作出巨大貢獻的人物，分別是第三代安里周當和第四代安里周祥。因此，飛安里的真實身份有安里周當和安里周祥兩種說法。
安里周當（琉球語：〔〕／ ；？—1825年）是第二尚氏王朝時期的一位御用煙火師，唐名不詳，其家族世代擔任國王的煙火師一職。安里周當在世時曾經發明了一架撲翼機。該撲翼機的具體製作方法現已失傳，唯知是以風箏為主體。安里周當在南風原間切津嘉山地頭起飛，由其妻子手持繩子，乘坐該撲翼機飛向天空。
安里周祥（琉球語：／ ；1768年—？）則是安里周當的第四子，唐名不詳，出生於首里的鳥小堀村（今鳥堀町），後遷往越來村的胡屋居住。安里周祥作為御用的煙火師，曾於1801年接待冊封使團時奉命燃放煙花，當時的煙花在空中呈現出松竹梅三個字。因此受到了尚溫王的讚賞。
安里周祥亦曾製作撲翼機並飛上天空。根據學者齋藤茂太的考證，安里周祥此次實驗的時間為1787年，也就是日本人浮田幸吉做飛行實驗的兩年以後，但不同的資料記載不同。其實驗的地點，一說是在一個面向泡瀨海岸的斷崖，一說是在那霸市東南數公里處的津嘉山。包括飛行距離在內的具體情況不詳。但安里周祥成功了，他飛上了天空，並受到琉球國王的恩賞。
安里周祥的撲翼機，其主體依舊是風箏，並在風箏主體上使用了羽毛以加強撲翼機的彈力，相傳一部分使用了鳥的羽毛。安里周祥的相關技術書籍和設計圖紙在他死後傳給了自己的子孫。但不幸的是，因年代久遠和被火燒毀，在太平洋戰爭之前已經完全亡佚了。
飛安里的飛行機比美國萊特兄弟的早一百多年。然而年代久遠，其製造方法失傳。1999年至2002年之間，為紀念飛安里的偉業，琉球人研究並重新製造了飛安里的飛行機，在沖繩縣的南風原成功飛行。

## 相關人物
- 阿巴斯·伊本·菲尔纳斯（英语：Abbas Qasim Ibn Firnas），阿拉伯後倭馬亞王朝時期學者。
- 马姆斯伯里的艾尔默（英语：Eilmer of Malmesbury），英國本篤會修道士。
- 赫扎芬·艾哈邁德·切萊比，奧斯曼帝國發明家。
- 卡尔·弗里德里希·梅尔温（英语：Carl Friedrich Meerwein），巴登公國土木工程學家，曾發明撲翼機。
- 浮田幸吉，日本江戶時代備前國人物。
- 阿尔布雷斯特·贝尔伯林格，德國發明家，發明滑翔機。